# Primera Liga de Eslovenia 1995-96
La PrvaLiga de Eslovenia 1995-96 fue la quinta edición de la máxima categoría del fútbol esloveno. Inició el 30 de julio de 1995 y finalizó el 8 de junio de 1996. El campeón fue el ND Gorica, poniendo fin a la racha de cuatro campeonatos consecutivos del NK Olimpija.

## Tabla de posiciones
| Pos | Equipo           | PJ | PG | PE | PP | GF | GC  | Dif  | Pts |
| --- | ---------------- | -- | -- | -- | -- | -- | --- | ---- | --- |
| 1   | Gorica           | 36 | 18 | 13 | 5  | 49 | 22  | +27  | 67  |
| 2   | Olimpija         | 36 | 19 | 7  | 10 | 79 | 39  | +40  | 64  |
| 3   | Mura             | 36 | 15 | 13 | 8  | 43 | 29  | +14  | 58  |
| 4   | Maribor          | 36 | 14 | 11 | 11 | 47 | 32  | +15  | 53  |
| 5   | Celje            | 36 | 13 | 12 | 11 | 62 | 47  | +15  | 51  |
| 6   | Beltinci         | 36 | 13 | 11 | 12 | 41 | 40  | +1   | 50  |
| 7   | Rudar Velenje    | 36 | 13 | 10 | 13 | 46 | 37  | +9   | 49  |
| 8   | Primorje         | 36 | 13 | 9  | 14 | 56 | 48  | +8   | 48  |
| 9   | Korotan Prevalje | 36 | 11 | 9  | 16 | 44 | 46  | –2   | 42  |
| 10  | Izola            | 36 | 1  | 5  | 30 | 13 | 140 | –127 | 8   |

PJ = Partidos jugados; PG = Partidos ganados; PE = Partidos empatados; PP = Partidos perdidos; GF = Goles anotados; GC = Goles recibidos; Dif = Diferencia de goles; Pts = Puntos
|  | Copa de la UEFA           |
|  | Copa Intertoto de la UEFA |
|  | Recopa de Europa          |
|  | Promoción de descenso     |
|  | Descenso a la 2. SNL      |

| Bandera de Eslovenia        |
| Campeón ND Gorica 1° título |

### Promoción de descenso
| Equipo 1      | Agr. | Equipo 2         | Ida | Vuelta |
| ------------- | ---- | ---------------- | --- | ------ |
| Nafta Lendava | 1-3  | Korotan Prevalje | 1-2 | 0-1    |